# Sudan na Mistrzostwach Świata w Lekkoatletyce 2022
Sudan na Mistrzostwach Świata w Lekkoatletyce 2022 – reprezentacja Sudanu podczas mistrzostw świata w Eugene liczyła jednego zawodnika, który nie zdobył medalu.

## Skład reprezentacji

### Mężczyźni
| Zawodnik       | Konkurencja    | Eliminacje | Eliminacje | Finał | Finał   | Źródło |
| Zawodnik       | Konkurencja    | Wynik      | Pozycja    | Wynik | Pozycja | Źródło |
| -------------- | -------------- | ---------- | ---------- | ----- | ------- | ------ |
| Yaseen Abdalla | bieg na 5000 m | 14:15.59   | 38.        | NQ    | NQ      | [ 1 ]  |